# Szimmetrikus gráf

A Petersen-gráf egy 3-reguláris szimmetrikus gráf. Bármegy két szomszédos csúcs átvihető egy másik szomszédos csúcspárba, mivel bármelyik öt csúcsból álló gyűrű átvihető bármely másikba.

A matematika, azon belül a gráfelmélet területén egy G gráf akkor szimmetrikus vagy ívtranzitív (symmetric / arc-transitive) ha G bármely két, u1—v1 és u2—v2 csúcsszomszéd-párjára létezik olyan automorfizmus,
f : V(G) → V(G),
melyre
f(u1) = u2 és f(v1) = v2.
Más szavakkal egy gráf akkor szimmetrikus, ha automorfizmus-csoportja tranzitívan hat szomszédos csúcsok rendezett párjaira (tehát olyan éleken, melyeknek irányt tulajdonítunk). Az ilyen gráfot néha 1-arc-transitive („1-ív-tranzitív”) vagy flag-transitive néven is leírják.
A definíció alapján egy izolált csúcsok nélküli szimmetrikus gráfnak csúcstranzitívnak is kell lennie. Mivel a fenti definíció egy élt egy másikba visz át, a(z összefüggő) szimmetrikus gráfok szükségképpen éltranzitívak is. Egy éltranzitív gráf azonban nem feltétlenül szimmetrikus, hiszen előfordulhat, hogy a—b-t átviszi c—d-be, de d—c-be nem. A félszimmetrikus gráfok például éltranzitívak és regulárisak, de nem csúcstranzitívak.
Minden összefüggő szimmetrikus gráf tehát csúcs- és éltranzitív egyszerre, páratlan fokszámú gráfokra ennek a megfordítása is igaz.  A páros fokszámú gráfok között azonban léteznek olyan él- és csúcstranzitív összefüggő gráfok, melyek nem szimmetrikusak. Ezek a féltranzitív gráfok. A legkisebb összefüggő féltranzitív a 4 fokszámú, 27 csúcsú Holt-gráf. Egyes szerzők félreérthető módon a „szimmetrikus gráf” kifejezést az összes csúcs- és éltranzitív gráfra használják, nem csak az ívtranzitív gráfokra – ez a definíció a féltranzitív gráfokat is magába foglalná.
A távolságtranzitív gráfoknál az automorfizmusnál nem szomszédos (tehát 1 távolságra lévő) csúcspárokat, hanem megegyező távolságra lévő két csúcspárt veszükn figyelembe. Az ilyen gráfok a definíció alapján autommatikusan szimmetrikusak is.
Egy t-ív (t-arc) t+1 csúcs olyan sorozata, melyben bármely két egymást követő csúcs szomszédos, és az ismétlődő csúcsok mindig 2-nél nagyobb távolságra vannak. Egy t-tranzitív gráf vagy t-ívtranzitív gráf (t-transitive graph, t-arc-transitive graph) olyan gráf, melynek automorfizmus-csoportja tranzitíven hat a t-ívekre, de (t+1)-ívekre nem. Mivel az 1-ívek egyszerűen a gráf élei, ezért minden legalább 3 fokszámú szimmetrikus gráf t-tranzitív valamely t-re, t értéke segítségével pedig osztályozni lehet a szimmetrikus gráfokat. A kocka például 2-tranzitív.

## Példák
A szimmetriafeltételt a 3-regularitás elvárásával társítva már kellően erős feltételt kapunk ahhoz, hogy ezeket a ritka gráfokat listázni legyen érdemes. A Foster census („Foster-féle népszámlálás”) és kiterjesztései ilyen listákat hoztak létre. Az első  Foster censust 1930-ban kezdte meg az akkor a Bell Labsnál dolgozó Ronald M. Foster, 1988-ban (amikor Foster 92 éves volt) az akkori naprakész Foster census eredményeit (512 csúcsig az összes 3-reguláris szimmetrikus gráfot) könyv formájában is kiadták. A következő listában a Foster census első tizenhárom eleme szerepel, avagy a legfeljebb 30 csúcsú 3-reguláris szimmetrikus gráfok (ezek közül tíz egyben távolságtranzitív is, a kivételeket jelezzük):
| Csúcsok | Átmérő | Girth | Gráf                                                  | Megjegyzés                     |
| ------- | ------ | ----- | ----------------------------------------------------- | ------------------------------ |
| 4       | 1      | 3     | A K4 teljes gráf                                      | távolságtranzitív, 2-tranzitív |
| 6       | 2      | 4     | A K3,3 teljes páros gráf                              | távolságtranzitív, 3-tranzitív |
| 8       | 3      | 4     | A kocka csúcsai és élei                               | távolságtranzitív, 2-tranzitív |
| 10      | 2      | 5     | A Petersen-gráf                                       | távolságtranzitív, 3-tranzitív |
| 14      | 3      | 6     | A Heawood-gráf                                        | távolságtranzitív, 4-tranzitív |
| 16      | 4      | 6     | A Möbius–Kantor-gráf                                  | 2-tranzitív                    |
| 18      | 4      | 6     | A Papposz-gráf                                        | távolságtranzitív, 3-tranzitív |
| 20      | 5      | 5     | A dodekaéder csúcsai és élei                          | távolságtranzitív, 2-tranzitív |
| 20      | 5      | 6     | A Desargues-gráf                                      | távolságtranzitív, 3-tranzitív |
| 24      | 4      | 6     | A Nauru-gráf (a G(12,5) általánosított Petersen-gráf) | 2-tranzitív                    |
| 26      | 5      | 6     | Az F26A-gráf                                          | 1-tranzitív                    |
| 28      | 4      | 7     | A Coxeter-gráf                                        | távolságtranzitív, 3-tranzitív |
| 30      | 4      | 8     | A Tutte–Coxeter-gráf                                  | távolságtranzitív, 5-tranzitív |

További ismert 3-reguláris szimmetrikus gráfok a Dyck-gráf, a Foster-gráf és a Biggs–Smith-gráf. A fenti tíz távolságtranzitív gráfon, továbbá a Foster-gráfon és a Biggs–Smith-gráfon kívül nem létezik több 3-reguláris távolságtranzitív gráf.
A nem 3-reguláris szimmetrikus gráfok közé tartoznak a körgráfok (fokszám: 2), a teljes gráfok (fokszám>3), hiperkockagráfok (fokszám>3), valamint az oktaéder, ikozaéder, a kuboktaéder és az ikozidodekaéder gráfjai. A Rado-gráf példa a végtelen számú csúccsal és fokszámmal rendelkező szimmetrikus gráfra.

## Tulajdonságok
Egy szimmetrikus gráf mindig d-szeresen összefüggő, ahol d a fokszám. Csúcstranzitív gráfokról általában csak annyi mondható el, hogy összefüggőségük alsó korlátja 2(d+1)/3.
Egy legalább 3 fokszámú t-tranzitív gráf girthe legalább 2(t–1). Nem létezik viszont véges, legalább 3 fokszámú t-tranzitív gráf  a t ≥ 8 értékekre. Ha a fokszám pontosan 3, akkor már t ≥ 6-ra sem.

## Fordítás
- Ez a szócikk részben vagy egészben a Symmetric graph című angol Wikipédia-szócikk ezen változatának fordításán alapul.  Az eredeti cikk szerkesztőit annak laptörténete sorolja fel. Ez a jelzés csupán a megfogalmazás eredetét és a szerzői jogokat jelzi, nem szolgál a cikkben szereplő információk forrásmegjelöléseként.